# Jacobin
Jacobin – amerykański kwartalnik socjalistyczny z siedzibą w Nowym Jorku. Tematyka dotyczy polityki, ekonomii i kultury. Jego płatny nakład wynosił 50 000 egzemplarzy w 2020. Noam Chomsky nazwał magazyn „jasnym światłem w ciemnych czasach”.

## Historia
Publikacja wystartowała jako magazyn internetowy wydany we wrześniu 2010 i jeszcze w tym samym roku rozszerzyła się na czasopismo drukowane. „Jacobin” został opisany przez swojego założyciela Bhaskara Sunkara jako publikacja radykalna, będąca „w dużej mierze produktem młodego pokolenia, nie tak bardzo związanym z paradygmatami zimnej wojny, które podtrzymywały stare lewicowe środowiska intelektualne, takie jak „Dissent” czy „New Politics”, ale wciąż chętnym do konfrontacji, z pytaniami, które wynikły z doświadczeń lewicy w XX wieku”. Sunkara powiedział, że celem pisma było stworzenie publikacji, która łączyłaby zdecydowanie socjalistyczną politykę z dostępnością takich tytułów jak „The Nation" i „The New Republic”. Skontrastował pismo również z publikacjami związanymi z małymi grupami lewicowymi, takimi jak Socialist Worker International Socialist Organization i :International Socialist Review: (które były zorientowane na członków partii i innych rewolucyjnych socjalistów), szukając szerszej publiczności, a jednocześnie zakotwiczając pismo w perspektywie marksistowskiej. W wywiadzie udzielonym w 2018 Sunkara powiedział, że chce, aby „Jacobin” odgrywał podobną rolę na współczesnej lewicy jak National Review na powojennej prawicy, mówiąc, że „zjednoczy ludzi wokół zbioru idei, a z tym zbiorem idei wejdzie w interakcję z głównym nurtem liberalizmu”.
Na początku 2013 powstała seria wydawnicza Jacobin Books, jako spółka z Verso Books i Random House. Zbiór esejów wydanych w „Jacobinie” został opublikowany przez Henry Holt and Company w 2016. Od jesieni 2014 sponsorował ponad 80 socjalistycznych grup czytelniczych.
Popularność „Jacobina” wzrosła wraz z rosnącym zainteresowaniem ideami socjalistycznymi stymulowanymi przez kampanię prezydencką Berniego Sandersa w 2016. Liczba abonentów potroiła się z 10 000 w lecie 2015 do 32 000 w pierwszym numerze 2017, przy czym 16 000 nowych abonentów zostało dodanych w ciągu dwóch miesięcy po wyborze Donalda Trumpa.
W 2017 „Jacobin" uruchomił kilka podcastów, w tym The Dig, którego gospodarzem jest dziennikarz Daniel Denvir. Wiosną 2017 redaktorzy „Jacobina” współpracowali z uczonymi Vivekiem Chibberem i Robertem Brenerem przy wydaniu akademickiego czasopisma „Catalyst: A Journal of Theory and Strategy”.
W listopadzie 2018 ukazało się pierwsze obcojęzyczne wydanie magazynu, „Jacobin Italia”. Sunkara określił je jako „klasyczny model franczyzowy”, a wydawnictwo macierzyste udzielało porad wydawniczych i redakcyjnych, pobierając przy tym niewielką część dochodów, a w pozostałej części przyznając włoskiemu czasopismu autonomię.
W maju 2020 David Sirota, były doradca Sandersa, dołączył do „Jacobina” jako redaktor naczelny.

## Tytuł i logo
Nazwa magazynu pochodzi od książki The Black Jacobins autorstwa C.L.R. Jamesa, w której James przypisuje czarnym rewolucjonistom haitańskim większą czystość ideałów rewolucji francuskiej niż francuskim Jakobinom. Według dyrektora kreatywnego Remeike’a Forbesa, logo inspirowane było sceną w filmie Queimada nawiązującą do nikaraguańskiego bohatera narodowego José Dolores Estrada, ale reprezentuje Toussaint Louverture.

## Ideologia
Czasopismo jest różnie opisywane: jako socjaldemokratyczne, socjalistyczne lub marksistowskie. Według artykułu opublikowanego przez Nieman Journalism Lab, jest to pismo „demokratycznej myśli socjalistycznej”. W „New Statesman” Max Strasser sugerował, że pismo to „bierze płaszcz myśli marksistowskiej Ralpha Milibanda i podobny duch demokratycznego socjalizmu”.
W wywiadzie opublikowanym w „New Left Review” Sunkara wymienił szereg ideologicznych wpływów, w tym Michaela Harringtona, Ralpha Milibanda i inne osoby pozostające pod wpływem trockizmu, nie obejmujące go w pełni, jak Leo Panitch; teoretyków działających w tradycji eurokomunistycznej; oraz takie osoby jak Włodzimierz Lenin i Karl Kautsky.